# 口米
口米（くちまい）とは鎌倉時代から近代にかけて徴収された付加税の1つ。

## 概要

### 中世の口米
中世期には「くちのよね」とも呼ばれ、また口籾（くちもみ）などの名称でも知られた。
平安時代後期の康永3年（1101年）、摂津国垂水荘における「地子米収納注進状案」（『教王護国寺文書』1-22）に「口米」の語が登場するのが最古である。
税率は荘園ごとに異なり、本年貢や加地子の3％から20％まで様々であった。主に荘官の得分や、公文所・納所などの現地荘務組織や年貢輸送の費用、荘園領主に納める本年貢が徴収・輸送段階にて不足した場合に不足分（斗欠）を補うために徴収していたと考えられている（税率の違いも口米の使途に影響されていると考えられている）。また、銭納及び代銭納の進展によって、口米に相当する付加税を金銭で納める口銭が行われた地域もあった。口銭は米などの収入が発生しない屋敷地の地子に対しても賦課された。戦国時代に入ると荘園制は衰退するが、領主などが年貢米とともに口米を徴収している場合もあった。

### 近世の口米
豊臣政権によって口米の位置づけが大きく変わることになる。すなわち、これまで交分・筵付・員米・斗上など様々な名目で徴収されていた年貢に対する付加税を全て廃止して、豊臣政権（公儀）が定めた「1石あたり2升」の口米に一本化されたのである。この措置は太閤検地の進展に伴って天正14年（1586年）と慶長3年（1598年）の2度にわたって出されている。これは従来荘園領主や大名権力が賦課してきた様々な名目の付加税を一掃することで公儀による徴税権の確立と収入の確保・増加を意図していた。また、荘園領主や荘官によって様々な名目で付加税を賦課されてきたことに反発する農民にとっても賦課基準の明確化は望ましい事であった。同時に付加税によって賄われてきた徴税時における徴税側と農民との間の酒肴の共食慣習の途絶など、徴税の現場から宗教的・儀礼的要素を排除することにもなった。
この政策は江戸幕府においても原則継承された。元和2年（1616年）に口米・口永（口銭）に関する規定を定めた。これによって関東地方では原則、年貢米1俵（名目本石3斗5升/計立込の実質3斗7升:1石あたり2升8合5勺）あたり1升の口米を取ることとされた。ただし、関西地方では1石あたり3升とされるなど、ほぼ年貢米の3％前後の水準と定められていたとは言え、その基準は地域によってまちまちであった。口米・口永は代官所の経費に充てられ、下役人の給料や紙・筆・墨の代金などに用いられた。これは年貢収入が増加すれば、口米・口永収入も増加するため、役人たちに職務励行の効果をもたらした。だが、その一方で年貢の苛斂誅求を招いたり、また口米・口永収入が乏しく増収も望めない代官所では本年貢の代官所経費への流用や贈収賄の一因になったり、地域によって徴収基準が違うこと（地域ごとの徴収率の違いに加え、同じ条件の田畑における口米の負担は口永による負担よりも過重であった）で代官所ごとに収入の格差が生じるなど、様々な問題点も浮上した。このため、享保10年（1725年）に勘定奉行神尾春央の提案によって代官所の経費を全て幕府が負担し、徴収された口米・口永は幕府に全額納付された（ただし、諸藩が実質経営を行う預地や生野銅山の口銅・足尾銅山の持籠代・甘楽郡の口砥（砥石）・八丈島の口紬（紬）は従来通りとされた）。この改革は幕府による代官統制と年貢徴収体制の強化を目指したものであった。諸藩においても江戸幕府と同様に口米の制度が導入されていた。

### 近代の口米
明治維新後も、しばらくは口米の徴収が続いていたが、地租改正に伴って地租の付加税として民費（後世の地方税にあたる）を徴収して地方行政機関の運営費に充てることとなり、口米は廃止されることとなった。
付加税としての口米はこの時点で廃止された。
だが、従来、小作人から口米を徴収していた地主の中には、在地慣行であるとして、納付先が存在しなくなったにもかかわらず引き続き口米を徴収し続け、行き場を無くした口米をそのまま自己の得分としていた地域もあった。
このため、口米の徴収の廃止を求める小作人との間で小作争議が発生する一因となった。